# Biotechnia Ellinikon Trikyklon

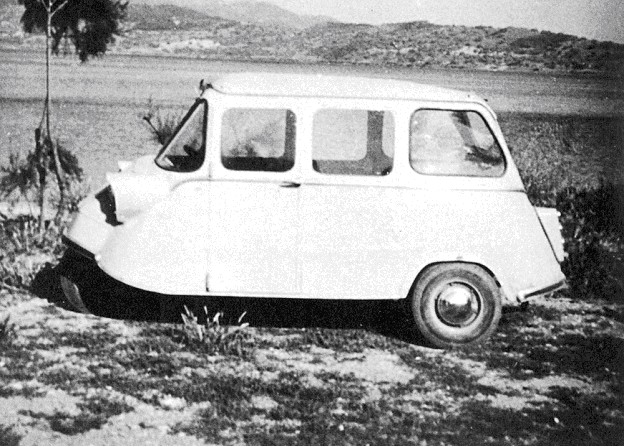
BET прототип (1965)

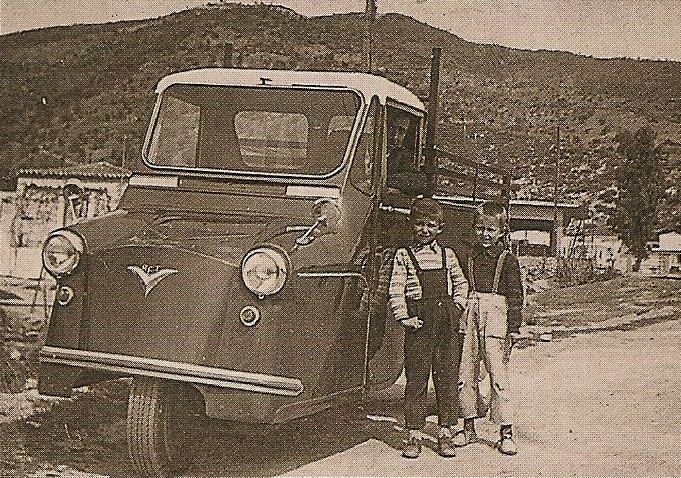
BET 3-колёсный грузовик (1967)

«Biotechnia Ellinikon Trikyklon» (Βιοτεχνία Ελληνικών Τρίκυκλων, «Греческий производитель трёхколёсников»), или «BET», был небольшим производителем транспортных средств, основанный Петросом Константину в Афинах. Это был один из нескольких производителей — первых появившихся в начале 1940-х — который переделывал мотоциклы BMW и другие мотоциклы в лёгкие трёхколёсники. В 1965 фирма разработала и построила небольшой пятиместный автомобиль со 125-кубовым двигателем от мотоцикла BMW. Несмотря на сертификацию, только один экземпляр был построен из-за проблем с доступностью узлов для дальнейшего производства. Следуя этому же дизайну, появился и выпускался серийно 3-колёсный грузовик. Следующий легковой автомобиль появился в 1973 году, известный как «BET 500», с 500-кубовым двигателем FIAT. С металлическим кузовом, пятью сидячими местами и очень хорошей для трёхколёсника управляемостью, он был достаточно передовым для своего времени. Он был сертифицирован к производству, но построено было всего 15 штук, из которых один сохранился в хорошем состоянии. Велись переговоры с южно-африканской компанией об экспорте и даже о переносе производства в эту страну, но планы не были реализованы. Компания остановила производство в 1975 году.